# Ingebjørg Saglien Bråten
Ingebjørg Saglien Bråten (20 settembre 1999) è una saltatrice con gli sci norvegese.

## Biografia

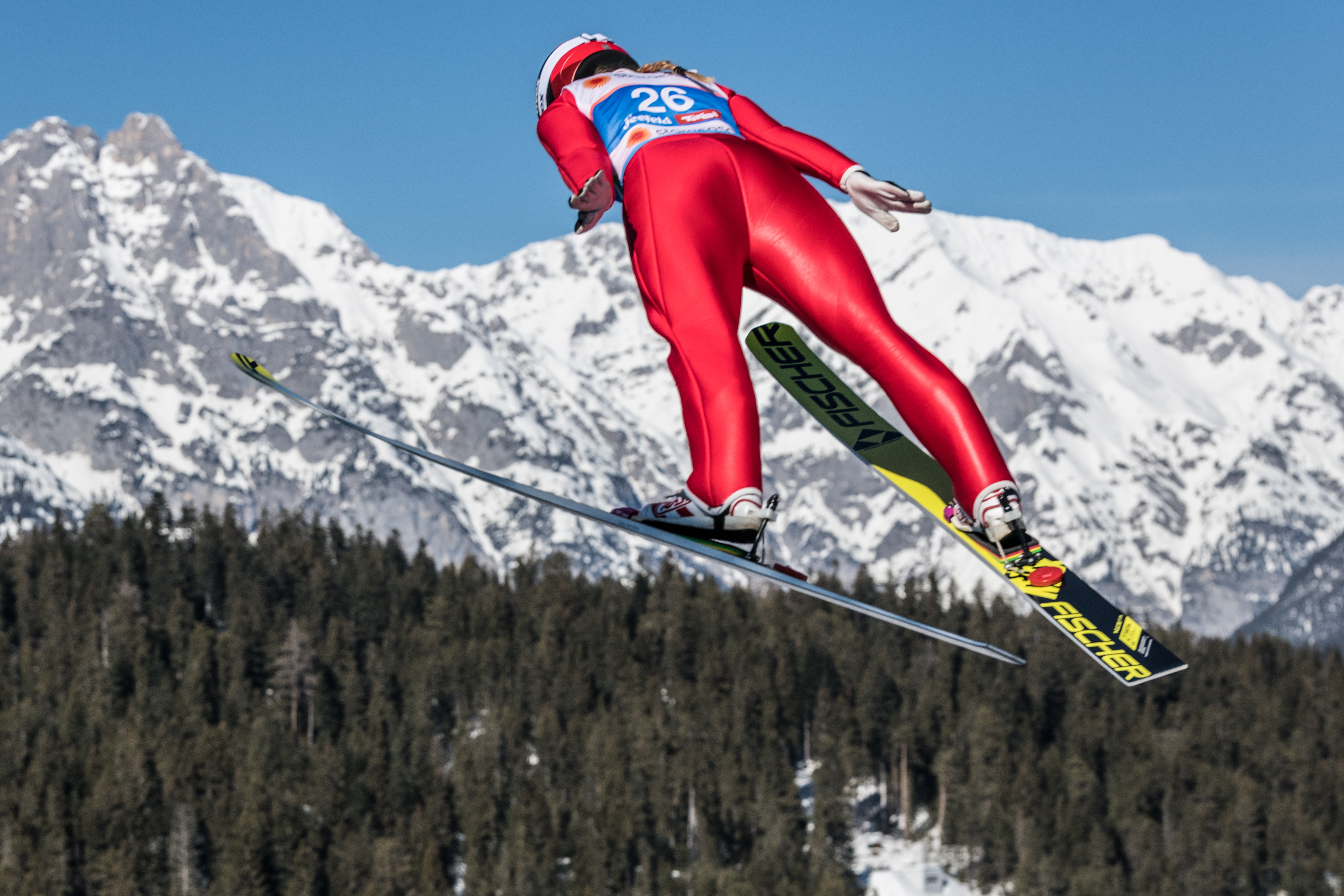
Ingebjørg Saglien Bråten in gara a Seefeld in Tirol nel 2019

La Bråten, attiva in gare FIS dal marzo del 2016, ha esordito in Coppa del Mondo il 30 novembre 2018 a Lillehammer (27ª) e ai Campionati mondiali a Seefeld in Tirol 2019, dove ha vinto la medaglia di bronzo nella gara a squadre ed è stata 25ª nel trampolino normale. Il 18 gennaio 2020 ha ottenuto a Zaō il primo podio in Coppa del Mondo (3ª).

## Palmarès

### Mondiali
- 1 medaglia:
  - 1 bronzo (gara a squadre a Seefeld in Tirol 2019)

### Mondiali juniores
- 1 medaglia:
  - 1 argento (gara a squadre mista a Lahti 2019)

### Coppa del Mondo
- Miglior piazzamento in classifica generale: 38ª nel 2019
- 1 podio (a squadre):
  - 1 terzo posto